# Abla Khairy
Abla Adel Khairy (en árabe عبلة خيري) es una nadadora egipcia. A los 13 años, se convirtió en la nadadora más joven en cruzar el Canal de la Mancha desde Inglaterra a Francia en agosto de 1974, obteniendo así el récord mundial como la nadadora más joven en realizar este logro.

## Biografía
Abla Adel Khairy es hija del artista Adel Khairy y de la también nadadora Inas Hakky, quien hizo un intento fallido de cruzar el canal en su juventud. Abla Khairy fue la primera egipcia en cruzar el Canal de la Mancha en 1974, lográndolo en doce horas y media y rompiendo el récord anterior en trece horas de Leonore Modell, estableciendo el récord mundial como el nadador más joven a la edad de 13 años.
Posteriormente se dedicó a los negocios y la gestión de los bancos. Trabaja desarrollando sistemas bancarios para el Grupo Banco Comercial Internacional, y es miembro de la junta del banco.

## Logros deportivos
- La nadadora más joven del mundo cruzó el Canal en 1974.[1][8]
- La primera mujer egipcia y el poseedor del récord mundial como la nadadora más joven (13 años), cruzando el Canal de la Mancha en 1974, no se ha roto hasta ahora.[9]
- Ganadora del primer lugar en la Mancha Árabe en 1975 y 1976.[3]
- Fue coronada "Nilo Internacional" en 1974 y "Tadmur Inglés" en el mismo año.[10]
- Fue coronada Capri Napoli en 1976.[10]
- Campeón de natación de corta distancia de 1968 a 1974.[10]
- Miembro del equipo de baloncesto ganando varios campeonatos en la liga escolar.[3]
- Ganadora del título de mejor atleta en nombre del Al-Jazira Club en 1975.[3]

## Honores
- Medalla de la República para el deporte otorgada por el presidente egipcio Mohamed Anwar Sadat en 1974.[3][4][5][6]